# 中国行政区划
中国行政区划，自东周春秋时代因统治者对君主专制、中央集权的政治需求而产生。战国时代，早期行政区划制度——郡县制成熟。至秦灭六国，郡县制推广至全国，完成对君主专制、中央集权国家的塑造。其后历经多代演变，绵延至今。
历代政府依靠制度化的行政区设置，管理土地、人民，执行日常行政。除了中原王朝外，往往还同时存在着許多边疆民族建立的政权，其行政区划制度各不相同。某一行政区的设置，可历千年，但其管辖范围并不见得相同，即使是同一朝代，也可能会发生变化。

## 行政区划沿革

### 制度萌芽、成型
中国行政区划有悠久的历史，今普遍使用的县、乡等行政区单位名称甚至可追溯至先秦或上古时代。《尚书》中的《夏书·禹贡》记载，大禹的时候，天下分为九州，分别为冀州、兖州、青州、徐州、扬州、荆州、梁州、雍州、豫州。豫州是中心，其他州环绕豫州。
真正的行政区划制度则是萌芽发展于东周春秋时期。此前，西周时期，国家政治实行分封制，周天子并不直接管理土地、人口。除王畿之外的土地，被分封给亲属、大臣，建立诸侯国。诸侯国再分封卿大夫。东周时，周天子“王命不行”，诸侯崛起。在地方行政上，出现县的划分，早期行政区划制度——郡县制的雏形出现。在对县的研究中，研究者指，分封制的内在矛盾是其演进的原始动力，君主专制是其演进的理论指导，统治者争夺土地、人口是演进的客观物质基础。
秦灭六国后，郡县制在全国范围内推行的，參見：先秦行政区划。从秦朝起，中国历代王朝的地方行政区划制度大致可分为三个阶段：
1. 秦汉魏晋南北朝时期，州、郡时代
2. 隋唐五代宋辽金时期，道、路时代
3. 元明清时期，行省时代

### 州郡時期（前221年－583年）
秦朝行政区划分为郡、县两级，以郡统县。秦始皇在前221年分全国为36郡，到秦末增加到40多个郡。县共有1000多个，一个郡一般管十几到二三十个县。
到了汉朝，有些郡分封给诸侯王，称为王国。汉朝初年诸侯王掌有王国的实权，一国可以有几个郡。从汉景帝到汉武帝以后，撤销了诸侯王的统治权，规定一国只能管一郡，王国官吏由朝廷直接任命，郡和国在行政区划制度上已没有了区别，不同的只是名称而已（王国的税收不交给朝廷）。汉武帝时，把全国的郡国分为13个刺史部，另外首都附近的7个郡称为司隶校尉部。这是一种监察区域，并不是行政区域，刺史只负责监察地方长官，不管地方行政。这些刺史部的名称大多以《禹贡》、《职方》里的州名命名，所以当时人常称一部为一州。西汉后期，全国有103个郡、国。到东汉中期，又在边境的少数民族地区设立了属国，相当于郡一级的政区。
黄巾起义后，州由监察区变为行政区，成为郡以上的一级政区。这种格局到三国时就固定下来了，维持了大约400年的时间。三国时，曹魏有12州，东吴有4州，蜀汉只有1州。西晋统一时共有19州，173郡国。西晋末年，增设两州，共有21州。之后州的辖区逐步缩小，到了南北朝前期，共有五六十个州。到南北朝末期，州增加到300多个，郡增加到600多个。此时平均一个州只管2个郡，每个郡只管2、3个县。州郡县三级制的意义已经完全丧失了。所以到了后期，只有州刺史和县令长到任理事，郡的太守并不上任理事，实际上已经变成了州县二级制。隋文帝在开皇三年（583年）于是撤销了郡，只剩下州和县。
隋文帝废郡后，由于全国范围太大，由中央政府直接管辖近200个州非常困难。到了隋炀帝时又将州改称郡，模仿汉武帝时的制度，设置了若干监察吏治的官员，分部巡查。但是由于缺少相关的详细资料，具体情况现在已经很难了解了。

### 道路時期（627年－1276年）
唐朝初年，又将郡改称为州。当时有300多个州，由于朝廷难于管理，唐太宗贞观元年（627年）又将全国分为十个道，每个道有时置官，有时不置官，也是监察性的。到了唐玄宗开元年间，改为15道，设置采访处置使，相当于汉武帝时的刺史。另外，玄宗以后，还将一些地位特殊的州改称为府。至唐末共有十几个府。安史之乱以后，形成了以掌兵权的节度使作为地方行政长官的制度。一个节度使管几个州，其辖区也叫道，形成了道-州-县三级行政区划制度。全国分为40多个道，每道少则2、3州，多则10多州。原来的采访处置使已经撤销。
北宋初年，取消了节度使的实权，所有的州都直属中央。但是为了便于管理，到了宋太宗时，又在州之上设置了路。宋朝时的路不归一个机构管辖，而是分属好几个机构，分管各自的职权。路的性质介于行政区和监察区之间的一种区划。宋朝时有一个特别的现象。每一个州还有一个郡名。州名是正名，郡名则是别名。郡名大都沿袭唐朝时的旧名，改用新郡名的很少。新的州朝廷往往会赏赐一个郡名，没有郡名的州很少。宋朝时一些重要的州也升为了府，北宋末年已有三十几个府。到了南宋时，加上金朝的府共有50多个，是当时州的总数的1/7强。此外，还有军、监两种地位低于州的州级行政区划。
辽代全境分为5道，州一级的有府、州、军、城四种。金代全境分为20多路，州一级的初期有府、州、军三种，后来把军都升为了州，只剩下府和州。

### 行省時期（1276年－1911年）
從元朝開始，開始實行行省制。它的全稱為某某等處行中書省，簡稱某某行中書省或某某行省。元朝的行省制是沿襲自金朝的行尚書省。開始它和金朝一樣，只是一種中央政府派遣在外的臨時機構。由於長時間的戰爭，行省也開始干預地方政務，逐漸變成了最高一級的地方行政區域。元朝初年的行省管轄範圍很大，改變也比較頻繁。到了中葉，開始穩定下來，將全國分為中書省直轄區（即腹里地區）、宣政院轄地（今西藏），以及10個行中書省。省下有路、府、州、縣，路歸省管。府和州有的歸路管，有的歸省管，還有的州歸府管。縣有的歸路管，有的歸府管，有的歸州管。
到了明朝，明太祖取消了行省，改為承宣布政使司。又將原來歸中書省直轄的地區改為京師直轄的地區，稱為直隸。 明成祖以後，北京周圍的直轄區稱為北直隸，南京周圍的直轄區稱為南直隸。 宣德以後，全國分為兩直隸，十三布政使司。但是民間一般還是將直隸或布政使司稱為省。

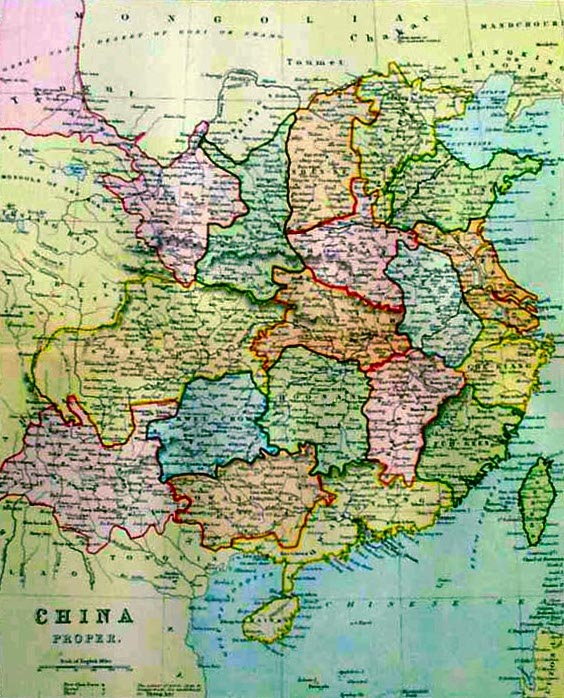
1875年時清朝的關內十八省

清朝初年，沿襲明制，改“承宣布政使司”為“布政使司”，民間仍習慣稱為“省”。 康熙初年以前也只有15個省。康熙年间，因湖广分省、江南分省新增湖南、湖北、安徽、江苏四省，陕西分出甘肃省。三次分省后，共计十八省，也就是所謂的“關內十八省”或“漢地十八省”。另外在滿洲則設置奉天、吉林、黑龍江3個將軍轄區。新疆由伊犁將軍統轄。外蒙古喀爾喀四部由烏里雅蘇臺將軍、庫倫辦事大臣各分管二部。唐努烏梁海也由烏里雅蘇臺將軍管轄。科布多由科布多參贊大臣管轄。內蒙古採用札薩克制與盟旗制度管理。西藏置駐藏大臣，青海置西寧辦事大臣管理。光緒十年（1884年）新疆建省，次年將原屬福建的台灣府升為臺灣省。光緒三十二年、三十三年間（1907年）分科布多置阿爾泰，又將奉天、吉林、黑龍江三個將軍的轄區改為省。至清末，共有二十二省以及內蒙古、西套蒙古、外蒙古、科布多、阿爾泰、青海、西藏等區域。
元明清以來，省以下的行政區劃各個時期都不相同。元朝時省下有路、府、州、縣，路歸省管。府和州有的歸路管，有的歸省管，還有的州歸府管。縣有的歸路管，有的歸府管，有的歸州管。明朝省下設府、州、縣。清朝省下設府、廳、州、縣。明清時的州，清朝的廳有的直屬於省，有的歸府管。元明時期的州有的有縣，有的不轄縣。清朝凡是屬於府的州一律不管縣。也就是說，元明清時期的州實際上就是比較重要的縣。此外元明清也有道，但是作為省的派出機構，並不是行政區域。

## 1911年后
1911年辛亥革命后，汉地各省自清朝独立，即对清廷制定的行政区进行变更。中华民国建立后，在北洋政府时期采用省、道、县三级体制。国民政府时期，采用省、县二级体制。后，为方便管理县，于1932年在省、县之间正式设置行政督察區。在中華民國政府遷台、两岸分治后，行政督察區事实上消亡，未成为正式的行政区单位。
中国共产党自1927年开始武装革命后，即在己方控制区（中国共产党革命根据地）划分行政区，建立自己的行政区划制度。其制度与国民政府制度类似，但有所区别。伴随中国共产党取得第二次国共内战胜利，它的行政区划制度被推广至中国大陆全境。是为，中华人民共和国行政区划。退守台湾、失去中国大陆统治权的中华民国政府，在2005年，最后一次将中国大陆纳入中華民國公告疆域區劃。

### 中华民国行政区划
原中華民國法理疆域行政區劃乃1949年前中華民國之區劃，儘管目前並不實際統治大陸地區。
中華民國初期，承襲清朝舊制，依當時順序排列，有直隸、奉天、吉林、黑龍江、山東、河南、山西、江蘇、安徽、江西、福建、浙江、湖北、湖南、陝西、甘肅、新疆、四川、廣東、廣西、雲南、貴州等22省。北洋政府在22個省之外設了京兆地方、熱河、察哈爾、綏遠、川邊等幾個特別區域，西藏、外蒙古、青海3個地方，膠澳、淞滬等2省級商埠，另保留阿爾泰、塔爾巴哈台、伊犁3地區（後均併入新疆省）。
國民革命軍北伐後，改直隸、奉天2省為河北、遼寧，併京兆特別區入河北，將熱河、察哈爾、綏遠、川邊、寧夏、青海改建為6個省（川邊特別區改建西康省），總計28個省，另外加上西藏、蒙古2個地方，以及分自俄、英收回的東省特別區、威海衛行政區，並先後設置南京、上海、北平、天津、青島、漢口（今屬武漢）、廣州（後降為省轄市，抗戰勝利後再升格）、西京（後降為省轄市，抗戰勝利後改稱西安並再升格）、重慶（抗戰時期設置）等9個特別市。
1945年抗戰勝利後，國民政府臺灣光復，臺灣成為35行省之一。並在海南島及南海諸島設立海南特別行政區，作為建省之準備。1947年，國民政府將東三省劃分成九省，增設遼北、安東、合江、松江、嫩江、興安等6省及瀋陽、大連、哈爾濱等3個直轄市。
|  |  |

| 中華民國公告疆域行政區劃 |                          |                          |                          |                          |                          |                          |        |          |          |
| 35省、1特別行政區、2地方 | 35省、1特別行政區、2地方 | 35省、1特別行政區、2地方 | 35省、1特別行政區、2地方 | 35省、1特別行政區、2地方 | 35省、1特別行政區、2地方 | 35省、1特別行政區、2地方 |        | 14直轄市 | 14直轄市 |
| 行政區 | 簡稱                     | 省會或首府               |                          | 行政區                   | 簡稱                     | 省會或首府               | 行政區 | 簡稱     |          |
| 江蘇省 | 蘇                       | 鎮江                     | 甘肅省                   | 隴                       | 蘭州                     | 南京市                   | 京     |          |          |
| 浙江省 | 浙                       | 杭州                     | 寧夏省                   | 寧                       | 銀川                     | 上海市                   | 滬     |          |          |
| 安徽省 | 皖                       | 合肥                     | 青海省                   | 青                       | 西寧                     | 北平市                   | 平     |          |          |
| 江西省 | 贛                       | 南昌                     | 綏遠省                   | 綏                       | 歸綏                     | 青島市                   | 青     |          |          |
| 湖北省 | 鄂                       | 武昌                     | 察哈爾省                 | 察                       | 張垣                     | 天津市                   | 津     |          |          |
| 湖南省 | 湘                       | 長沙                     | 熱河省                   | 熱                       | 承德                     | 重慶市                   | 渝     |          |          |
| 四川省 | 川                       | 成都                     | 遼寧省                   | 遼                       | 瀋陽                     | 大連市                   | 連     |          |          |
| 西康省 | 康                       | 康定                     | 安東省                   | 安                       | 通化                     | 哈爾濱市                 | 哈     |          |          |
| 福建省 | 閩                       | 福州 → 金門              | 遼北省                   | 洮                       | 遼源                     | 漢口市                   | 漢     |          |          |
| 臺灣省 | 臺                       | 臺北 → 南投              | 吉林省                   | 吉                       | 吉林                     | 廣州市                   | 穗     |          |          |
| 廣東省 | 粵                       | 廣州                     | 松江省                   | 松                       | 牡丹江                   | 西安市                   | 鎬     |          |          |
| 廣西省 | 桂                       | 桂林                     | 合江省                   | 合                       | 佳木斯                   | 瀋陽市                   | 瀋     |          |          |
| 雲南省 | 滇                       | 昆明                     | 黑龍江省                 | 黑                       | 北安                     | 臺北市                   | 北     |          |          |
| 貴州省 | 黔                       | 貴陽                     | 嫩江省                   | 嫩                       | 齊齊哈爾                 | 高雄市                   | 高     |          |          |
| 河北省 | 冀                       | 清苑                     | 興安省                   | 興                       | 海拉爾                   |                          |        |          |          |
| 山東省 | 魯                       | 濟南                     | 新疆省                   | 新                       | 迪化                     |                          |        |          |          |
| 河南省 | 豫                       | 開封                     | 海南特別行政區           | 瓊                       | 海口                     |                          |        |          |          |
| 山西省 | 晉                       | 太原                     | 西藏地方                 | 藏                       | 拉薩                     |                          |        |          |          |
| 陝西省 | 陝                       | 西安                     | 蒙古地方                 | 蒙                       | 庫倫                     |                          |        |          |          |
| 註1：1949年中華民國政府遷臺以前，共計有35省、1特別行政區、1地方（不含蒙古地方）、12院轄市。後因1953年政府撤回對外蒙古獨立的承認，以及臺北和高雄分別於1967年及1979年脫離臺灣省升格為直轄市，始成本表之2地方14直轄市。現今之新北、臺中、臺南等直轄市在2005年本行政區劃停止適用前尚未升格。另外香港及澳門因外國殖民統治及移交中华人民共和国，故未有建制。 註2：浙江省政府於1949年5月23日從杭州市遷至定海縣，1950年5月16日因國軍撤離定海縣而裁撤；1951年9月重設於大陳島，1955年2月因撤離大陳島而裁撤（詳見大陳島撤退） 註3：福建省政府於1949年8月從福州市遷移到金門縣，於1956年7月改為戰地政務而虛級化，至1992年方恢復省政府建制，但仍為虛級省。 註4：臺灣省政府於1957年6月30日从臺北市遷移到位於南投縣的中興新村。1998年，中華民國修憲實施精省，臺灣省虛級化（實際上是「省」全面虛級化）。資料來源 註5：雲南省政府於1950年從昆明市遷至泰國曼谷，於1951年5月短暫的收復許多縣份，並成立西南行署。最後於同年7月撤離並於10月26日廢除西南行署，至此無實際領有該地。 註6：新疆省政府辦事處於1949年從迪化市遷至臺北市四維路52巷31號辦公，於1992年1月16日裁撤。 註7：「蒙古地方」即外蒙古。因美、英、蘇之雅爾達協定，中國政府被迫與蘇聯商定由外蒙古人民獨立公投決定；1946年1月5日，根據前一年外蒙古人民投票結果，國府承認外蒙古獨立。之後却在1953年以蘇聯援助中國共產黨、干涉中國內政為由，單方面毀約並宣佈拒絕承認蒙古人民共和國的獨立。1955年，中華民國否決蒙古加入聯合國之提議，認為外蒙古是中華民國領土的一部分；而在1961年，中華民國代表團因蘇聯威脅將否決部分非洲小國的入聯案，不得已未否決其再次要求加入聯合國之提議，即從行動上默認其獨立事實。2002年後重新承认蒙古國為主權國家，並設立駐蒙古代表處。 |                          |                          |                          |                          |                          |                          |        |          |          |

### 中华人民共和国行政区划
中華人民共和國行政區劃以省、地、縣、鄉四級架構為主，截止2022年12月31日，全國共有34個省級行政區、333个地級行政區、2843个縣級行政區和38602个鄉級行政區。其中，省級行政區包括23個省份、5個民族自治區、4個直轄市以及2個特別行政區。中華人民共和國政府將全國劃分為東北、華北、華東、中南、西南、西北6個地區，並將4個直轄市和廣州列為國家中心城市；將瀋陽、南京、武漢、深圳、成都和西安列為區域中心城市。
| 省份（23個） 自治區（5個） 直轄市（4個） 特別行政區（2個） | 實際控制，但存在領土爭端的地區 宣稱主權，並未實際控制的地區 |

| - 1）河北省（冀，石家莊市） - 2）山西省（晉，太原市） - 3）遼寧省（遼，瀋陽市） - 4）吉林省（吉，長春市） - 5）黑龍江省（黑，哈爾濱市） - 6）江蘇省（蘇，南京市） - 7）浙江省（浙，杭州市） - 8）安徽省（皖，合肥市） - 9）福建省（閩，福州市） - 10）江西省（贛，南昌市） - 11）山東省（魯，濟南市） - 12）河南省（豫，鄭州市） - 13）湖北省（鄂，武漢市） - 14）湖南省（湘，長沙市） - 15）廣東省（粵，廣州市） - 16）海南省（瓊，海口市） - 17）四川省（川/蜀，成都市） - 18）貴州省（貴/黔，貴陽市） - 19）雲南省（雲/滇，昆明市） - 20）陝西省（陝/秦，西安市） - 21）甘肅省（甘/隴，蘭州市） - 22）青海省（青，西寧市） - 23）台灣省（台，臺北市）（法理上） |

#### 法定行政区划设置
根据《中华人民共和国宪法》，全国分为省、自治区、直辖市；省、自治区分为自治州、县、自治县、市；县、自治县分为乡、民族乡、镇。此外，直辖市和较大的市分为区、县。自治州分为县、自治县、市。
根据《中华人民共和国地方各级人民代表大会和地方各级人民政府组织法》第八十五条规定，省、自治区的人民政府在必要的时候，经国务院批准，可以设立若干派出机关。县、自治县的人民政府在必要的时候，经省、自治区、直辖市的人民政府批准，可以设立若干区公所，作为它的派出机关。市辖区、不设区的市的人民政府，经上一级人民政府批准，可以设立若干街道办事处，作为它的派出机关。《中华人民共和国宪法通释》指出，“这些派出机构在实践中被称作行政公署或盟、区公所和街道办事处三类，其职责是代表设立派出机构的人民政府行使各项职权，而不是一级独立的政权机构，因而不是一级行政区划。”
| 中華人民共和國法定行政區劃层次架构 | 中華人民共和國法定行政區劃层次架构 | 中華人民共和國法定行政區劃层次架构 | 中華人民共和國法定行政區劃层次架构 |
| 省级行政区                         | （较大的市、州）                   | 县级行政区                         | 乡级行政区                         |
| ---------------------------------- | ---------------------------------- | ---------------------------------- | ---------------------------------- |
| 省 自治区                          | 县 自治县 市                       | 县 自治县 市                       | 乡 民族乡 镇                       |
| 省 自治区                          | 较大的市                           | 区 县 自治县                       | 乡 民族乡 镇                       |
| 省 自治区                          | 自治州                             | 县 自治县 市                       | 乡 民族乡 镇                       |
|                                    |                                    |                                    | 乡 民族乡 镇                       |
| 直辖市                             | 区 县 自治县                       | 区 县 自治县                       | 乡 民族乡 镇                       |
|                                    |                                    |                                    |                                    |
| 特别行政区                         | （不设政权性区域组织）             | （不设政权性区域组织）             | （不设政权性区域组织）             |

1. ↑  1954年通过的《中华人民共和国宪法》规定，“直辖市和较大的市分为区[12]。”1959年9月17日，第二届全国人大常委会通过的《全国人民代表大会常务委员会关于直辖市和较大的市可以领导县自治县的决定》规定直辖市、较大的市可以领导县、自治县[13]，确立了“市管县”体制。但上述决定于1987年被第六届全国人大常委会以“已有新法代替”为由决定废止[14]。根据《全国人民代表大会常务委员会关于批准法制工作委员会关于对1978年底以前颁布的法律进行清理的情况和意见的报告的决定》规定，“对现已失去法律效力的111件法律，除已由新法规定废止的11件以外，对其余的100件，建议全国人大常委会明确这些法律已经不再适用，但是过去根据这些法律对有关问题做出的处理仍然是有效的”，因此1987年11月24日以前由直辖市、较大的市领导的自治县，仍有明确法律依据[14]。1982年通过的《中华人民共和国宪法》已规定了“直辖市和较大的市分为市辖区、县”[9]。但1987年11月24日以后新出现的直辖市、较大的市领导自治县之情形，除经全国人大及其常委会授权的外，则因上述《决定》被废止而失去了法律明文依据。
2. ↑  目前仅重庆市辖有石柱土家族自治县、彭水苗族土家族自治县、酉阳土家族苗族自治县、秀山土家族苗族自治县共4个自治县。重庆直辖市设立时，《全国人民代表大会常务委员会关于直辖市和较大的市可以领导县自治县的决定》虽已废止[14]，但根据1997年3月14日八届全国人大五次会议通过的《第八届全国人民代表大会第五次会议关于批准设立重庆直辖市的决定》，“重庆直辖市管辖原重庆市、万县市、涪陵市和黔江地区所辖行政区域”。原属四川省黔江地区的石柱土家族自治县、彭水苗族土家族自治县、黔江土家族苗族自治县、酉阳土家族苗族自治县、秀山土家族苗族自治县因此划归重庆市管辖[15]。

#### 民政部登记行政区划设置
根据中华人民共和国民政部《民政事业发展统计公报》，全国行政区划分为省级行政区、地级行政区、县级行政区、乡级行政区。其中，省级行政区包括省、自治区、直辖市、特别行政区4类；地级行政区包括地级市、地区、自治州、盟4类；县级行政区包括市辖区、县级市、县、自治县、旗、自治旗、林区、特区8类；乡级行政区包括镇、乡、民族乡、苏木、民族苏木、街道办事处、区公所7类。
| 中華人民共和國民政部登记行政區劃层次架构 | 中華人民共和國民政部登记行政區劃层次架构 | 中華人民共和國民政部登记行政區劃层次架构 | 中華人民共和國民政部登记行政區劃层次架构     | 中華人民共和國民政部登记行政區劃层次架构     |
| 省级行政区                               | 地级行政区                               | 地级行政区                               | 县级行政区                                   | 乡级行政区                                   |
| ---------------------------------------- | ---------------------------------------- | ---------------------------------------- | -------------------------------------------- | -------------------------------------------- |
| 省 自治区                                | （省直辖）                               | （省直辖）                               | 县（旗） 自治县 县级市 林区                  | 乡（苏木） 民族乡（民族苏木） 镇 街道 区公所 |
| 省 自治区                                | 地区 （盟）                              |                                          | 县（旗） 自治县 县级市 林区                  | 乡（苏木） 民族乡（民族苏木） 镇 街道 区公所 |
| 省 自治区                                | 地级市                                   | 地级市                                   | 市辖区 县（旗） 自治县（自治旗） 县级市 特区 | 乡（苏木） 民族乡（民族苏木） 镇 街道 区公所 |
| 省 自治区                                | 自治州                                   | （州直辖）                               | 县 自治县 县级市                             | 乡（苏木） 民族乡（民族苏木） 镇 街道 区公所 |
| 省 自治区                                | 自治州                                   | 地区                                     | 县 自治县 县级市                             | 乡（苏木） 民族乡（民族苏木） 镇 街道 区公所 |
|                                          |                                          |                                          |                                              | 乡（苏木） 民族乡（民族苏木） 镇 街道 区公所 |
| 直辖市                                   | 市辖区 县 自治县                         | 市辖区 县 自治县                         | 市辖区 县 自治县                             | 乡（苏木） 民族乡（民族苏木） 镇 街道 区公所 |
|                                          |                                          |                                          |                                              |                                              |
| 特别行政区                               | （不设政权性区域组织）                   | （不设政权性区域组织）                   | （不设政权性区域组织）                       | （不设政权性区域组织）                       |

1. ↑  其中，河南省直辖1个县级市；湖北省直辖3个县级市、1个林区；海南省直辖5个县级市、4个县、6个自治县（海南所有的县级市、县、自治县均为省直辖，地级市不辖县）；新疆维吾尔自治区直辖12个县级市（新疆直辖县级市实际上由新疆生产建设兵团管理）[17]。
2. 1 2 3 4 5  内蒙古自治区的盟与地区相同、旗与县相同、苏木与乡相同、民族苏木与民族乡相同、嘎查与村相同，均不属于民族自治地方。内蒙古自治区的自治旗与自治县相同，属于民族自治地方。
3. 1 2 3 4  地区、盟、街道办事处、区公所依据《中华人民共和国宪法通释》的观点，只是上级行政区人民政府的派出机关，不是一级独立的政权机构，因而不是一级行政区划[11]。但鉴于民政部将上述派出机关作为一类行政区划进行登记[16]，故仍将地区、盟、街道办事处、区公所列于此表内。
4. ↑  《中华人民共和国地方各级人民代表大会和地方各级人民政府组织法》第八十五条仅授权市辖区、不设区的市的人民政府，经上一级人民政府批准，可以设立若干街道办事处，作为它的派出机关[10]。但实务中，部分县、自治县人民政府也设置了街道办事处。对此，河南省高级人民法院在（2019）豫行终2692号判决书中认为，“根据《组织法》第六十八条的规定，市辖区、不设区的市有权报经上一级政府批准设立街道办事处作为派出机关，而西华县政府不符合上述条件，其设立的街道办事处从法律上只能认定为西华县政府的派出机构，该街道办事处所做出的行为后果则应由西华县政府承担。本案中，虽然河南省人民政府、省民政厅有关文件同意西华县政府设立街道办事处，但由于上述文件与《组织法》的规定相冲突，故即使县政府设立了街道办事处，也不能产生《组织法》上的法律后果，仍应作为事实上的派出机构对待[18]。”
5. ↑  县级市一般由省、自治区直辖，地级市代管[19]。
6. ↑  其中，仅伊犁哈萨克自治州辖塔城地区、阿勒泰地区共2个地区行政公署[20][21]。除伊犁州外的其他所有自治州均直辖县、自治县、县级市。关于伊犁州下辖地区的法律依据等问题，请参见伊犁哈萨克自治州#行政地位争议。

### 引用
1. 1 2  张华军. . 首都师范大学学报：社会科学版 (北京市: 首都师范大学). 2008, (2008年第3期): 154–156. ISSN 1004-9142. （原始内容存档于2020-02-19） （简体中文）.
2. ↑  . 中华人民共和国国务院. 2005-06-15  [2020-02-12]. （原始内容存档于2020-02-03）.
3. ↑  . 中华人民共和国民政部.   [2025-02-19]. （原始内容存档于2023-09-22）.
4. ↑  國家測繪地理信息局. 中華人民共和國版圖 （页面存档备份，存于）. 中華人民共和國政府. 2005年6月15日 [2016年1月22日] .
5. ↑  David N. Keightley. China （页面存档备份，存于）. 《大英百科全書》. 2015年12月28日 [2016年1月22日] （英文）.
6. ↑  杨章怀. . 《南方都市報》. 2010-02-09  [2016-01-22]. （原始内容存档于2013-07-31） （中文（简体））.
7. ↑  《重慶晚報》. . 網易. 2010-02-08  [2016-01-22]. （原始内容存档于2015-12-08） （中文（简体））.
8. ↑  《全國城鎮體系規劃綱要（2005－2020年）》. 北京: 中華人民共和國住房和城鄉建設部. 2005年 （简体中文）.
9. 1 2  . 北京: 国家法律法规数据库.   [2023-07-20]. （原始内容存档于2024-07-22） （中文（中国大陆））.
10. 1 2  . 北京: 中国政府网.   [2023-07-20]. （原始内容存档于2024-07-22） （中文（中国大陆））.
11. 1 2  . 北京: 全国人民代表大会常务委员会（中国人大网）.   [2023-07-20]. （原始内容存档于2024-07-22） （中文（中国大陆））.
12. ↑   . 维基文库 （中文）.
13. ↑   . 维基文库 （中文）. 为了适应我国社会主义建设事业的迅速发展，特别是去年以来工农业生产的大跃进和农村的人民公社化，密切城市和农村的经济关系，促进工农业的相互支援，便利劳动力的调配，决定：直辖市和较大的市可以领导县、自治县。
14. 1 2 3   . 维基文库 （中文）. 对现已失去法律效力的111件法律，除已由新法规定废止的11件以外，对其余的100件，建议全国人大常委会明确这些法律已经不再适用，但是过去根据这些法律对有关问题做出的处理仍然是有效的。 ……二、已有新法代替的41件……35．全国人大常委会关于直辖市和较大的市可以领导县自治县的决定（1959年9月通过）
15. ↑   . 维基文库 （中文）.
16. 1 2   (PDF). 北京: 中华人民共和国民政部.   [2023-07-20]. （原始内容存档 (PDF)于2023-07-20） （中文（中国大陆））.
17. ↑  中华人民共和国民政部. . 中华人民共和国民政部. 北京.   [2024-07-22]. （原始内容存档于2021-02-28） （中文（简体））.
18. ↑  河南省高级人民法院. . 中国裁判文书网.   [2024-12-07]. 根据《中华人民共和国地方各级人民代表大会和各级地方人民政府组织法》（以下简称《组织法》）第六十八条的规定，只有市辖区、不设区的市人民政府有权经上一级人民政府批准设立街道办事处作为它的派出机关。西华县既非市辖区也非不设区的市，西华县政府设立的街道办事处在法律地位上只能是派出机构而非派出机关，该街道办事处实施的行政行为在法律上应视为西华县政府委托实施的行政行为，由西华县政府负责。……根据《组织法》第六十八条的规定，市辖区、不设区的市有权报经上一级政府批准设立街道办事处作为派出机关，而西华县政府不符合上述条件，其设立的街道办事处从法律上只能认定为西华县政府的派出机构，该街道办事处所做出的行为后果则应由西华县政府承担。本案中，虽然河南省人民政府、省民政厅有关文件同意西华县政府设立街道办事处，但由于上述文件与《组织法》的规定相冲突，故即使县政府设立了街道办事处，也不能产生《组织法》上的法律后果，仍应作为事实上的派出机构对待。
19. ↑  澎湃新闻. . 北京: 央视网.   [2023-07-20]. （原始内容存档于2024-07-22） （中文（中国大陆））.
20. ↑  . www.npc.gov.cn.   [2020-10-07]. （原始内容存档于2016-12-29）.
21. ↑  . www.npc.gov.cn.   [2020-10-07]. （原始内容存档于2016-12-29）.